# Nordin El Hajjioui
Nordin El Hajjioui surnommé Dikke Nordin van den Dam, né le 8 octobre 1988 à Anvers (Belgique), est un criminel belge d'origine marocaine spécialisé dans le trafic de drogue dans le conflit Mocro-oorlog à Anvers.
À la suite de l'opération Sky ECC menée par la police belge et néerlandaise, Nordin El Hajjioui figure parmi les personnes les plus recherchées dans cette affaire anti-drogue. Il figure parmi les hommes les plus recherchés en Belgique et figure dans le top 50 Interpol.
Arrêté le 18 mars 2021 à Dubaï aux Émirats arabes unis, il est extradé le 30 mars 2024 vers la Belgique pour y être juger.

## Biographie

### Enfance
Nordin El Hajjioui naît à Anvers et grandit dans le quartier Dam situé dans sa ville natale.

### Mocro-oorlog
Dans les années 2010, le grand baron Gwenette Martha établit des contacts avec Nordin El Hajjioui et les Turtles. En 2012, une livraison de 200 kilos de cocaïne destinée à la bande de Samir Bouyakhrichan, Benaouf Adaoui et Houssine Ait Soussan est livrée au hometerminal MSC du Port d'Anvers avant de se volatiliser. Nordin El Hajjioui prend rapidement son envol vers le Maroc pour se réfugier. La presse néerlandaise évoque le nom de ''Dikke Nordin'' comme ayant joué un rôle dans ce vol.
Le nom de Nordin El Hajjioui apparaît pour la première fois à la suite des enquêtes de la police belge menée à l'encontre du docker Frank De Tank actif au Port d'Anvers. Le criminel belge recevait d'énormes sommes d'argent de la part du chef de réseau Nordin El Hajjioui. Un travailleur du port d'Anvers est également poursuivi pour avoir reçu plusieurs dizaines de milliers d'euros de la part de Nordin El Hajjioui. En 2015, Nordin El Hajjioui encourt une peine de cinq ans d'emprisonnement pour trafic de drogues. En 2016, la police arrive à intercepter 750 kg de cocaïne destinés au groupe de Nordin El Hajjioui.
En novembre 2016, un cortège de mariage à la valeur de 7 millions d'euros en voitures sportives a lieu dans le quartier de Borgerhout à Anvers. Il s'agit du mariage de la sœur de Nordin El Hajjioui avec un membre de la famille El Yousfi, pour la plupart des membres de l'organisation The Turtles.
En décembre 2016, Nordin El Hajjioui entre en conflit avec Frank De Tank, et lui demande de payer une rançon de 400 000 euros après une perte de plusieurs kilos de cocaïne, chose refusée par le criminel belge. Plusieurs explosions s'ensuivent à Anvers dont le premier au domicile parental de Nordin El Hajjioui, survenu le 23 février 2017. Le Marocain réplique avec une tentative d'assassinat au domicile de Frank De Tank situé à Brecht.
Au début de 2018, la police belge met la main sur une liste noire des personnes à abattre, dans laquelle figurent Frank De Tank et huit autres personnes de son entourage. La presse néerlandaise révèle également l'alliance de Nordin El Hajjioui avec la Drug Enforcement Administration.

### Arrestations
Au début de mars 2020, les services secrets belges mènent une opération anti-drogue à Anvers, donnant lieu à 36 perquisitions. Dix personnes sont arrêtés dont Mehmet T., le successeur de Frank De Tank au port d'Anvers, mais également le fabricant de grenades albanais Fidan J. dans le quartier Cadixwijk. Le 11 mars 2020, Kristof Aerts du parquet d'Anvers déclare : "Les membres de cette organisation criminelle sont liés à une importation d'au moins 1,5 tonne de cocaïne. L'un des cerveaux de cette organisation se trouve actuellement à Dubaï."
Le 18 juin 2020, Nordin El Hajjioui est arrêté à Dubaï pour ses implications dans plusieurs actes violents survenus à Anvers et les environs sur fond de trafic international de cocaïne,,,,,. Peu après son arrestation, la police émirati révèle la proposition de Nordin El Hajjioui de payer une énorme somme d'argent en échange d'une libération. Le 25 juin 2020, il est relâché de prison,,.

### Opération Sky ECC
Le 18 mars 2021, la police belge lance la plus grande opération anti-drogue jamais réalisé en Belgique. Au moins 51 suspects sont arrêtés avec Nordin El Hajjioui comme cerveau d'une organisation qui importe de la cocaïne, qui tient un trafic d'armes et planifie des attentats à la grenade,,. Dans cette affaire, Nordin El Hajjioui risque une peine de quinze ans d'emprisonnement.

### Ouvrages
Cette bibliographie est indicative.
 : document utilisé comme source pour la rédaction de cet article.
- (nl) Wouter Laumans, Wraak, Overamstel Uitgevers, 2019 (ISBN 978-90-488-3621-5)

 : document utilisé comme source pour la rédaction de cet article.
- (nl) Marijn Schrijver, Mocro Maffia, Lebowskipublishers, 2015, 256 p. (ISBN 978-90-488-2803-6)